# Guilherme Schiefler
Guilherme Henrique Theodoro Schiefler, nascido Wilhelm Heinrich Theodor (von) Schiefler (Hanôver, 5 de março de 1828 – Petrópolis, 1884), foi um professor, educador, tradutor e linguista alemão, radicado no Brasil.

## Biografia
Formou-se em Direito pela Universidade de Göttingen, tendo exercido diversos cargos da magistratura em sua pátria. Casado com Sophie v. Lasperg, irmã de Ludwig v. Lasperg e de Amalia v. Lasperg, com os quais emigrou para o Brasil em 1853, inicialmente com o intento de promover a colonização alemã no sul do país, em Santa Catarina. Entretanto, não tendo as circunstâncias correspondido à sua expectativa, transferiu-se ao Rio de Janeiro para dedicar-se ao ensino de línguas, atividade para a qual se encontrava suficientemente habilitado.
Durante alguns anos exerceu o magistério em diversos colégios particulares como professor de latim, grego, alemão e inglês. Em 1858, após concurso, foi provido como professor de língua grega no Colégio Imperial de Pedro II. Em 1860, também por meio de concurso, foi provido como professor de língua alemã no Instituto Commercial do Rio de Janeiro.
No mesmo ano (1860), deu a público a "Grammatica da lingua allemã" e, em 1865 a tradução para a língua portuguesa da gramática grega de Raphael Kühner. Publicou a tradução para a língua alemão da obra de Joaquim Manuel de Macedo, "Noções de corographia do Brasil". Esta tradução foi exibida no Palácio Industrial, na Exposição Universal de Viena em 1873.
Pai do engenheiro Roberto Angelo Augusto Schiefler, responsável pela construção e manutenção de importantes obras ferroviárias e portuárias no sul do Brasil entre o final do século XIX e começo do XX.

## Obra
- SCHIEFLER, Guilherme Henrique Theodoro. Grammatica da lingua allemã, ou novo methodo completo para se aprender a traduzir, escrever e falar a lingua allemã; organisado sobre os trabalhos dos melhores grammaticos. Rio de Janeiro: E. H. Laemmert, 1860. 2ª ed., 1862, 332p.
- SCHIEFLER, Guilherme Henrique Theodoro Grammatica Grega. de Raphael Kühner, F.A. Brockhaus, 1865 - 194 páginas, traduzido por Guilherme Henrique Theodoro Schiefler
- SCHIEFLER, Guilherme Henrique Theodoro. Geographische Beschreibung Brasiliens von Joaquim Manuel de Macedo. (Descrição geográfica do Brasil de Joaquim Manuel de Macedo) traduzido por M. P. Alves Nogueira e Wilhem Theodor v. Schiefler, Leipzig, F. A. Brockhaus, 1873, 535p.